# Flugplatz Bouar

i7
i11
i13
Der Flugplatz Bouar (französisch Aérodrome de Bouar, IATA-Code: BOP, ICAO-Code: FEFO) ist der Flugplatz von Bouar, einer Stadt in der Präfektur Nana-Mambéré im Westen der Zentralafrikanischen Republik.
Der Flugplatz liegt etwa 5 Kilometer östlich der Stadt auf einer Höhe von 1022 m. Seine Start- und Landebahn ist größten Teil unbefestigt, nur an den Enden sind jeweils etwa 300 m asphaltiert. Am Flugplatz Bouar existiert keine Befeuerung; er kann nur tagsüber und nur nach Sichtflugregeln angeflogen werden. Es existieren keine regulären Passagierverbindungen.

## Zwischenfälle
- Am 21. April 1964 verunglückte eine Nord Noratlas 2501 der Französischen Luftstreitkräfte (Luftfahrzeugkennzeichen FrAF 178) beim Start auf dem Flugplatz Bouar. Die Maschine wurde durch eine Windbö erfasst und irreparabel beschädigt. Dabei kamen 18 der 37 Insassen ums Leben.[3]

- Am 27. September 2019 verunglückte ein Hubschrauber des Typs Mil Mi-35 der senegalesischen Luftstreitkräfte bei der Landung am Flugplatz Bouar. Er war im Auftrag der UN-Mission MINUSCA (6W-SH...) auf dem Weg zu einem Einsatz gegen die Rebellengruppe Retour, Réclamation et Réhabilitation (3R). Es gab vier Todesopfer und einen Verletzten. Der Hubschrauber wurde zerstört.[4][5]